# Knis Karl Aronsson
Knis Karl Lennart Aronsson, född 28 september 1913 i  Tibble, Leksands församling, Kopparbergs län, död 7 mars 1980 i Leksands församling, Dalarnas län, var en svensk riksspelman (fiol, horn, spelpipa) och ingenjör.

## Biografi
Aronsson var kommunalingenjör i Leksand 1952–1974 och erhöll därefter en specialinrättad befattning som kulturintendent för att dokumentera musiken i Dalarna. Han var initiativtagare till, och den förste ordföranden (1943–1980) i, Dalarnas Spelmansförbund och var också med och bildade Sveriges Spelmäns Riksförbund där han var ordförande 1947–1977. Den 21 februari 1974 invaldes han som ledamot nr 787 av Kungliga Musikaliska Akademien.